# Giải thưởng Video Âm nhạc Việt
Giải thưởng Video Âm nhạc Việt (còn có tên gọi khác là VMVC, Vietnam Music Video Competition) là giải thưởng nhằm giới thiệu đến khán giả những video ca nhạc của ca sĩ đang được khán giả yêu thích, cũng như những ca sĩ tiềm năng có những dự án âm nhạc trong năm 2011, nhằm tìm ra những MV và ca sĩ được công chúng yêu thích nhất của năm. Giải thưởng do do công ty BHD phối hợp cùng Đài truyền hình Việt Nam tổ chức được phát trên kênh MTV Việt Nam từ ngày 24-9 và kết thúc bằng một lễ trao giải hoành tráng diễn ra vào giữa tháng 1 năm 2012.

## Thể lệ
Ban tổ chức sẽ cùng với các ca sĩ sẽ thống nhất chọn ca khúc để tham dự chương trình. Việc này sẽ giúp các ca sĩ phát huy tối đa lợi thế mình có. Các ca sĩ được quyền tự chọn êkip làm việc của mình tuy nhiên BTC có thể giúp đỡ giới thiệu các nhân sự đoàn phim cần thiết khác nếu các nghệ sĩ cần giúp đỡ trong lĩnh vực sản xuất MV này, ngoài ra, mỗi MV tham gia được ban tổ chức hỗ trợ 40 triệu đồng thực hiện.
VMVC sẽ có sự góp mặt của rất nhiều ca sĩ với tổng số 24 MV. Chương trình được chia thành hai bảng do hai nhóm producer của chương trình lựa chọn. Phụ trách của hai nhóm sẽ là nhạc sĩ Quốc Trung và đạo diễn Nguyễn Quang Dũng.

## Danh sách các bảng
• Bảng 1 (nhạc sĩ Quốc Trung)
- Đàm Vĩnh Hưng
- Đức Tuấn
- Hà Anh Tuấn
- Hồng Nhung
- Minh Thư
- Mỹ Tâm
- Nhóm Tiny Monster
- Nhóm Unlimited
- Phạm Anh Khoa
- Quang Dũng
- Thanh Bùi - Hồ Ngọc Hà
- Thu Minh

• Bảng 2 (đạo diễn Nguyễn Quang Dũng)
- Anna
- Dương Triệu Vũ
- Đăng Khoa
- Đông Nhi
- Karik
- Linh Phi
- Nhóm 365
- Nhóm 4U
- Nhóm Vmusic
- Phương Vy
- Uyên Linh
- Văn Mai Hương

## Tương tác
Chương trình Giải thưởng Video Âm nhạc Việt còn có các nội dung đặc biệt dành cho Mobile khi tất cả các thuê bao điện thoại của các mạng viễn thông lớn có thể tải nhạc chuông, nhạc chờ, các video clip của các ca khúc tham dự trong chương trình và một số các clip hậu trường đặc biệt chỉ dành cho điện thoại di động. Chương trình được sự hợp tác và hỗ trợ từ mạng điện thoại di động Vinaphone với tư cách là Đối tác viễn thông chính thức và các thuê bao của Vinaphone sẽ được ưu tiên cung cấp các dịch vụ về viễn thông liên quan đến chương trình cho các khách hàng của Vinaphone độc quyền trước hai tuần so với các mạng di động khác.

## Fan Page & Youtube Channel
Chương trình Giải thưởng Video Âm nhạc Việt có:
- Fan Page trên Facebook: https://www.facebook.com/VMVC.vn
- Youtube Channel: http://www.youtube.com/user/VMVC2011

## VMVC Chat
Phần talk-show diễn ra vào các thứ 7 trên kênh MTV Việt Nam bắt đầu từ ngày 29/10 để nói về nhiều vấn đề liên quan tới các MV và ca sĩ dự thi VMVC. Đạo diễn Dũng Khùng và nhạc sĩ Quốc Trung cùng một khách mời không biết trước sẽ thực hiện phần talk-show này.

## Lễ trao giải
Lễ trao giải diễn ra vào tháng 01 năm 2012. Buổi lễ sẽ là một trong những sự kiện thu hút đông đảo những người làm trong ngành giải trí vào dịp đầu năm mới với bữa tiệc âm nhạc đặc biệt và bất ngờ. Buổi lễ sẽ tôn vinh những ca sĩ, nhạc sĩ, và toàn bộ những người làm trong lĩnh vực Âm nhạc trong năm đã tham gia dự án này. Chương trình sẽ được truyền hình trực tiếp trên kênh MTV Việt Nam.

## Cơ cấu giải thưởng
Tiền mặt 300 triệu đồng mỗi giải. Quan trọng hơn, hai MV này sẽ được chọn để phát sóng trên kênh MTV châu Á, đưa hình ảnh và âm nhạc Việt Nam gần gũi hơn với các nước trong khu vực.
Ngoài ra, còn có Giải do giới chuyên môn bình chọn, các giải chuyên môn sẽ do do một nhóm 50 nhà chuyên môn trong các lĩnh vực liên quan do ban tổ chức mời để tham gia bỏ phiếu cho các hạng mục giải thưởng này, danh sách giải thưởng do giới chuyên môn bình chọn cụ thể như sau:
- Giải Audio xuất sắc nhất  (dành cho Nhà sản xuất âm nhạc)
- Nam Ca sĩ xuất sắc nhất
- Nữ Ca sĩ xuất sắc nhất
- Ban nhạc xuất sắc nhất
- Giải ca sĩ triển vọng
- Giải Hình ảnh đẹp nhất (dành cho Đạo diễn hình ảnh)
- Đạo diễn MV xuất sắc nhất
- Giải Ca Sĩ được tạo hình xuất sắc nhất (dành cho Stylist và ca sĩ)
- GIẢI DIGITAL Dành cho Mobile: Nhạc chuông, nhạc chờ, và MV được  tải nhiều nhất trên các mạng viễn thông
- GIẢI DIGITAL dành cho Mobile: MV và Audio có lượng truy cập nhiều nhất trên online

## Tranh cãi
Trong buổi họp báo công bố chương trình, nhiều phóng viên thắc mắc về số lượng 24 video tranh giải. Bên cạnh những tên tuổi như Hồng Nhung, Đàm Vĩnh Hưng, Mỹ Tâm,...còn có những gương mặt xa lạ cũng được đưa vào danh sách. Trên thực tế, thị trường Việt Nam đang có rất nhiều ca sĩ tiềm năng muốn thể hiện khả năng với công chúng. Trong khi đó, ban tổ chức chọn ra 24 gương mặt tham gia mà không có một tiêu chí rõ ràng. Trong danh sách này, có những cái tên rất xa lạ, như: Karik, Anna, nhóm Tiny Monster...
Theo giải thích của ban tổ chức, chỉ có 24 sản phẩm tranh giải do một số ca sĩ bận rộn không thể tham gia. Ngoài ra tần suất phát sóng trên kênh MTV Việt hóa không đủ đáp ứng, nếu số lượng MV tham gia nhiều. Toàn bộ số MV này được chia làm hai bảng, do nhạc sĩ Quốc Trung và đạo diễn Nguyễn Quang Dũng phụ trách. Bảng của nhạc sĩ Quốc Trung thì toàn gương mặt quen thuộc trong khi bảng còn lại gồm các tên tuổi lạ. Khi được hỏi, việc phân chia này mang ý nghĩa thế nào, Nguyễn Quang Dũng đại diện ban tổ chức trả lời: "Bảng thứ 2 nhảm nhí như tính cách của tôi". Câu trả lời không làm mọi người thỏa mãn.
Thêm một chi tiết về cơ cấu trao giải khiến giới phóng viên đặt câu hỏi. Chỉ có 24 MV tranh tài mà các hạng mục giải thưởng quá nhiều, bao gồm: Audio xuất sắc, Nam - Nữ ca sĩ xuất sắc, Ban nhạc xuất sắc, Ca sĩ triển vọng, Đạo diễn MV xuất sắc, Ca sĩ tạo hình xuất sắc... Ngoài việc đánh giá của giám khảo chuyên môn, một hệ thống giải do khán giả bình chọn cũng "chạy" song song.
Với tiêu chí không rõ ràng, nhiều người e ngại, giải thưởng này chỉ là sân chơi nội bộ, không đúng tính chất một chương trình dành cho công chúng như tên gọi Giải thưởng Video Âm nhạc Việt.

## Sự cố rò rỉ
Vướng nhiều chỉ trích của báo giới từ khi mới ra mắt, song Giải thưởng Video âm nhạc Việt đã và đang tạo nên cơn sốt trong cộng đồng mạng. Dù chưa đến kỳ phát sóng của tuần thứ hai, nhưng bằng cách nào đó 5 trên tổng số 6 MV đã bị rò rỉ "bản lậu" trên mạng.
Cách đây không lâu khi vừa ra mắt, Giải thưởng Video âm nhạc Việt (Vietnam Music Video Competion - VMVC) của kênh MTV Việt Nam đã bị vướng nhiều chỉ trích của báo giới về cách thức tổ chức, quy chế dự thi, phân chia nhóm bảng... chưa rõ ràng. Đã có nhiều quan ngại rằng đây chỉ là một cuộc chơi nội bộ chứ không xứng tầm một giải thưởng tầm cỡ quốc gia, vì 24 video clip ca nhạc (MV) đều là của "những người được chọn" chứ không được thông báo rộng rãi cho tất cả ca sĩ cùng tham gia.
Chưa kể, cuộc thi ở năm đầu tiên này diễn ra quá gấp rút - chỉ trong vòng 4 tháng (số đầu tiên lên sóng vào 24/9, mỗi tuần một số - phát 6 MV, kéo dài 4 tuần cho 24 MV, sau đó là thời gian bình chọn của khán giả, giữa tháng 1/2012 trao giải), lại chỉ được phát sóng trên kênh truyền hình trả tiền không phải ai cũng xem được, thì liệu những "video/ca sĩ/ban nhạc/đạo diễn... xuất sắc nhất" được vinh danh có thuyết phục đông đảo khán giả?
Theo lịch trình phát sóng của giải, 2 tuần trước khi công bố mỗi 6 MV, sẽ chỉ có bản teaser của những MV này được công bố trên kênh MTV Việt Nam và internet nhằm tạo sự hấp dẫn và lôi cuốn người xem. Đồng thời, theo cam kết về quyền lợi dành cho thuê bao của Vinaphone - đối tác viễn thông chính thức của cuộc thi - thì họ có thể xem các MV này cùng một số clip hậu trường đặc biệt về điện thoại của mình trước 2 tuần so với thời điểm phát sóng.
Tuy nhiên, "sự cố" đã xảy ra khi chưa đến tuần phát sóng thứ hai (8/10) mà đã có 5/6 bản full của các MV này bị rò rỉ trên mạng từ ngày 3/6, gồm Taxi (Thu Minh), Một giấc mơ khác (Thanh Bùi và Hồ Ngọc Hà), Đừng vội xa (nhóm V.Music), Vì sao (Minh Thư), Xóa một cái tên (Đăng Khoa), với chất lượng hình ảnh không cao. Điều này đã gây bức xúc cho đơn vị sản xuất và đối tác viễn thông, bởi cả họ lẫn khách hàng thuê bao của mình đều bị thiệt thòi về quyền lợi.